# Nomada vierecki
Nomada vierecki är en biart som beskrevs av Cockerell 1903. Nomada vierecki ingår i släktet gökbin, och familjen långtungebin. Inga underarter finns listade i Catalogue of Life.